# 梁锦棠 (1940年)
梁锦棠（1940年5月—），广东新会人，文化大革命前为工人，文革时跻身领导层，是中共第九届中央候补委员、第十届中央委员（任职至1976年10月）。文革后，被开除党籍、撤销行政职务。

## 生平
1940年5月生。高中学历。1956年4月加入中国新民主主义青年团，1960年7月为广州电机厂学徒，1963年8月为广州电机厂一级技工，1964年9月为二级技工。文革中是“红总”（毛泽东思想广州红色工人总部）负责人。1966年12月加入中国共产党。1968年9月至1977年6月任广东省革命委员会副主任，1972年12月至1977年9月任中共广东省委常委。1973年6月至1977年9月任广东省总工会主任、主席、党组书记（1976年5月起）。1975年被省委下放到三水县担任县委副书记，未到职。1976年9月起任广州电机厂革委会主任。1977年6月停职审查。7月12日和17日，广东省委、省革委会，广州市委、市革委会组织广州省、市机关一百万人在中山纪念堂及各分会场召开揭发四人帮及刘继发、梁锦棠大会。张根生代表省委分别宣布中共中央对二人停职审查。1982年11月开除党籍。1983年5月，广东省人民政府决定撤销其一切行政职务。1984年4月，离职于广州电机厂。1989年6月起，挂靠广州市海珠区新港街道劳动服务公司。